# Georg Späth
Georg Späth (Oberstdorf, 24 febbraio 1981) è un ex saltatore con gli sci tedesco.

## Biografia
In Coppa del Mondo esordì il 30 dicembre 1998 nella tappa di Oberstdorf, sua città natale, del Torneo dei quattro trampolini del 1998-1999, ottenne il primo podio l'8 marzo 2003 nella gara a squadre di Holmenkollen (3°) e la prima vittoria l'8 gennaio 2005 nella gara a squadre di Willingen.
In carriera prese parte a un'edizione dei Giochi olimpici invernali, Torino 2006 (12° nel trampolino normale, 20° nel trampolino lungo, 4° nella gara a squadre), a due dei Campionati mondiali, vincendo l'argento nella gara a squadre dal trampolino normale a Oberstdorf 2005, e a tre dei Mondiali di volo, vincendo il bronzo della gara a squadre a Tauplitz 2006.
Dal 2010 non gareggiò più in Coppa del Mondo ma in circuiti minori, prevalentemente in Coppa Continentale; si ritirò nel 2013.

## Palmarès

### Mondiali
- 1 medaglia:
  - 1 argento (gara a squadre dal trampolino normale a Oberstdorf 2005)

### Mondiali di volo
- 1 medaglia:
  - 1 bronzo (gara a squadre a Tauplitz 2006)

### Mondiali juniores
- 2 medaglie:
  - 1 oro (gara a squadre a Sankt Moritz 1998)
  - 1 bronzo (gara a squadre a Saafelden 1999)

### Coppa del Mondo
- Miglior piazzamento in classifica generale: 9º nel 2004
- 7 podi (4 individuali, 3 a squadre):
  - 1 vittoria (a squadre)
  - 1 secondo posto (individuale)
  - 5 terzi posti (3 individuali, 2 a squadre)

#### Coppa del Mondo - vittorie
| Data           | Località  | Nazione  | Trampolino                                                                  |
| -------------- | --------- | -------- | --------------------------------------------------------------------------- |
| 8 gennaio 2005 | Willingen | Germania | Mühlenkopf HS145 (con Michael Uhrmann, Alexander Herr e Maximilian Mechler) |

#### Torneo dei quattro trampolini
- 2 podi di tappa[1]:
  - 2 terzi posti